# Зингольд
Зингольд (нем. Singold) — река в Германии, протекает по Швабии (земля Бавария). Речной индекс 12682. Площадь бассейна реки составляет 197,61 км². Длина реки 51,34 км. Высота истока 638 м. Высота устья 480 м.
Зингольд берёт начало в городке Валь (Восточный Алльгой). В Аугсбурге через искусственный канал впадает в Вертах.